# Пушкарівська волость
Пушкарівська волость — адміністративно-територіальна одиниця Верхньодніпровського повіту Катеринославської губернії.
Станом на 1886 рік складалася з 6 поселень, 4 сільських громад. Населення — 7288 осіб (3672 чоловічої статі та 3616 — жіночої), 1068 дворових господарств.
|                     | Площа, десятин | У тому числі орної, десятин |
| ------------------- | -------------- | --------------------------- |
| Сільських громад    | 13891          | 10032                       |
| Приватної власності | 11             | —                           |
| Іншої власності     | 120            | 75                          |
| Загалом             | 14127          | 10118                       |

Найбільші поселення волості:
- Пушкарівка — село над річкою Самоткань в 3 верстах від повітового міста, 3542 особи, 550 дворів, 1 православна церква, школа, щорічний ярмарок.
- Домоткань (Глинське) — село над Дніпром, 1193 особи, 217 дворів, православна церква, 2 ярмарки.
- Новогригорівка — село над річкою Самоткань, 1373 особи, 229 дворів.
- Рим (нині — територія міста Верхньодніпровськ) — село над річкою Самоткань, 950 осіб, 50 дворів.

За даними на 1908 рік село Новогригорівка було виділено в окрему Ново-Григорівську волость, загальне населення волості зросло до 11 946 осіб (7252 чоловічої статі та 4694 — жіночої), 1084 дворових господарств.